# Inuit-Mythen
Die Inuit haben sich in den vergangenen Jahrhunderten an Sommerabenden im Zelt, vor allem aber während der langen Winternächte in Iglu und Qarmaq (Erdsodenhaus) Mythen und Legenden erzählt. Das Vortragen solcher Geschichten gab den Familien das Gefühl des Zusammengehörens und der Gemeinsamkeit. Es verknüpfte die Vergangenheit mit der Gegenwart und brachte den Kindern die Vorfahren näher. Vor allem diente es der Erziehung und zugleich der Unterhaltung. Geschichten und Lieder wurden auch anlässlich größerer Zusammenkünfte vorgetragen, und bis heute werden bei festlichen Anlässen neben solchem Vortragen auch Geschicklichkeits- und sportliche Spiele, Trommeltanz und Kehlkopfgesang aufgeführt. Letzteres ist ein spielerischer Wettbewerb, bei dem sich zwei Partner mit einer Art rhythmischem Gesang aus monotonen Kehllauten gegenseitig zum Lachen bringen wollen; wer zuerst lacht, ist der Unterlegene. Tanzen und Singen tragen zwar wie das Geschichtenerzählen zur Unterhaltung bei, doch dienen sie insbesondere dem Überliefern von Kenntnissen aus der eigenen Geschichte und dem Erhalten von Tradition.

## Mythen-Sprache
Die Sprache, in der sich die Inuit ihre Mythen und Legenden erzählten, war Inuktitut, die „Sprache der Menschen“ – jedenfalls im östlichen Teil des heutigen kanadischen Territoriums Nunavut. Da die Inuit infolge arktischer Lebensbedingungen traditionell keinerlei schriftliche Zeugnisse erstellten, entwickelte sich auch ihre Sprache nur mündlich und wurde nicht schriftlich manifestiert.

## Entwicklung des heutigen Schreibsystems
Erst im Laufe des 20. Jahrhunderts haben sich im Norden Kanadas allmählich zwei Schreibsysteme durchgesetzt: Silbenschrift (Syllabismen) und daneben das lateinische Alphabet in phonetischer Schreibweise. Die Syllabismen waren um 1840 von dem Missionar James Evans aus englischen Stenografiezeichen entworfen und bei den Cree-Indianern eingeführt worden. 1865 wandten dann erstmals die anglikanischen Missionare John Horden und E. A. Watkins diese Zeichen beim Niederschreiben von Inuktitut an. Der anglikanische Reverend Edmund Peck begann schließlich 1876, die Inuit in der heute als Inuvik, Nord-Québec, bezeichneten Region in dieser Inuktitut-Schreibweise zu unterrichten. In der Folgezeit breitete sich das System vor allem über den Nordosten Kanadas aus.

## Mythen– Medium der Überlieferung

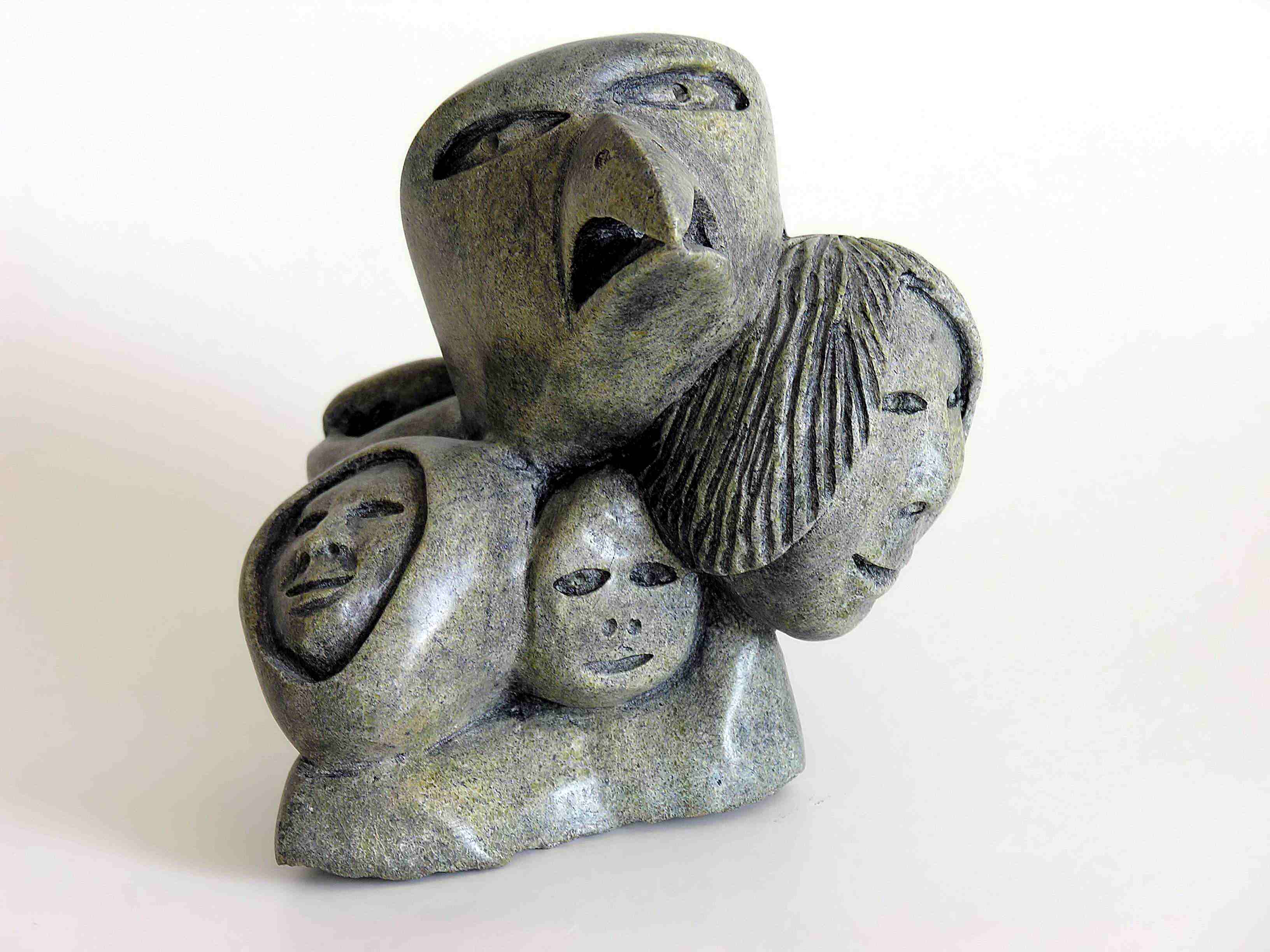
Napatsi Ashoona: Gesichter (Serpentin; Kinngait, 1999)

Nicht nur praktisches Alltagswissen, sondern auch Mythen, Legenden und Lieder wurden mangels Schrift über viele Jahrhunderte hinweg nur mündlich überliefert. In ihrem Kern enthielten die Erzählungen Denkweisen und Erfahrungen; sie waren letztlich das Medium, Lebensweisheiten zu bewahren und erzieherische Anliegen zu erfüllen. Die wesentlichen Aussagen wurden von Generation zu Generation möglichst unverändert weitergereicht und uneingeschränkt als Wahrheit akzeptiert. Auch der Erzähler von heute äußert sich nicht etwa aus sich heraus, sondern spricht von Erkenntnissen, die seine Vorfahren – wenigstens zum Teil – über viele Jahrhunderte sammelten und weitergaben. Das erklärt auch, warum die Geschichten nicht dem Zuhörer zuliebe geglättet und geschönt sind, und warum das Gute durchaus nicht über das Böse triumphieren muss. Allerdings liegt es in der Natur der Weitergabe, dass sich Form und Inhalt der Geschichten von Mal zu Mal leicht verändert haben, und dass mancherlei Einzelheiten auch regional oder nicht zuletzt vom Erzähler abhängig voneinander abweichen – etwa bei der Darstellung des Entstehens von Leben.

## Geschichte der Mythen-Dokumentation

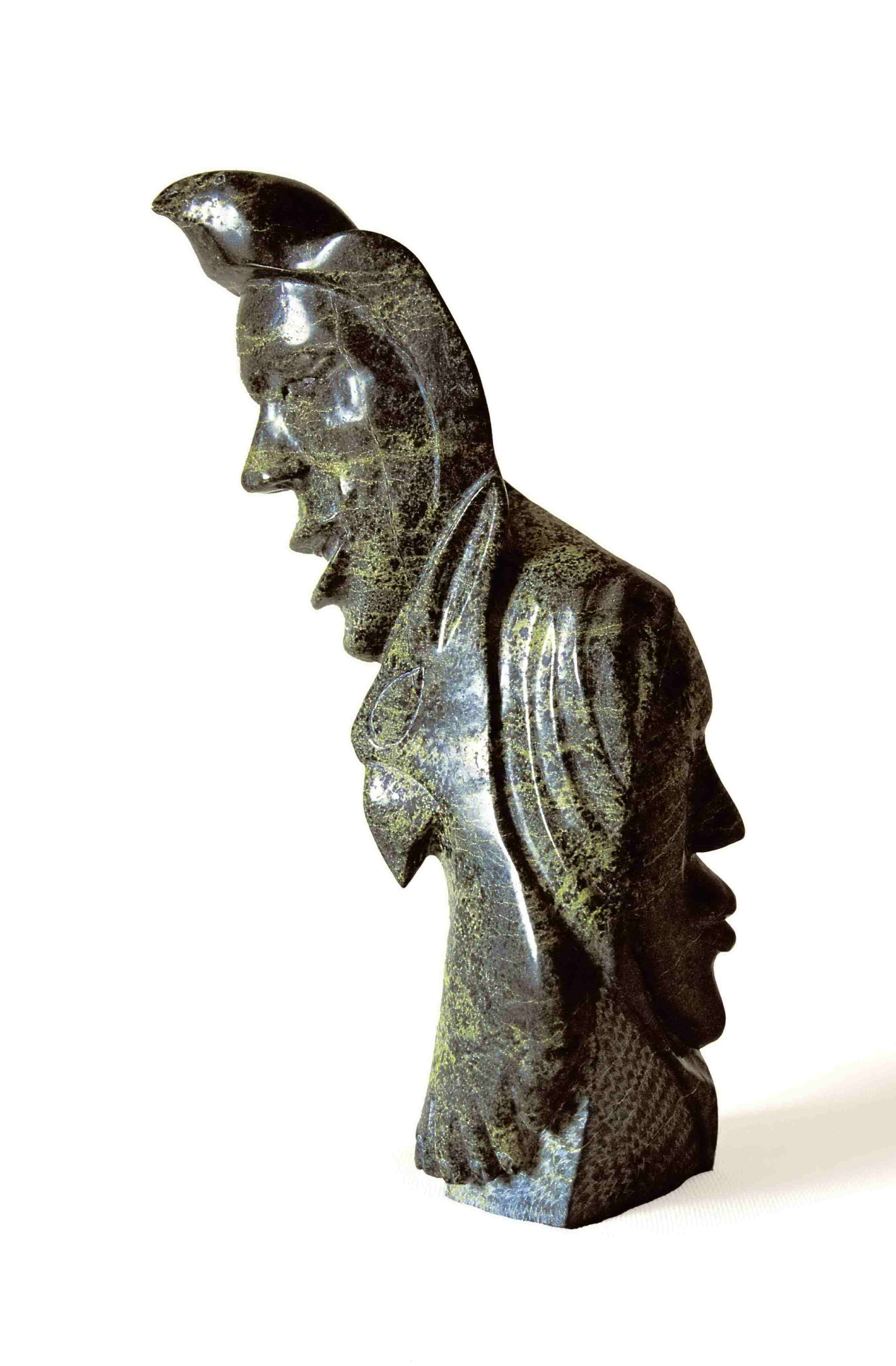
Kellypalik Qimirpiq: Gesichter (Serpentin; Kinngait, 1997)

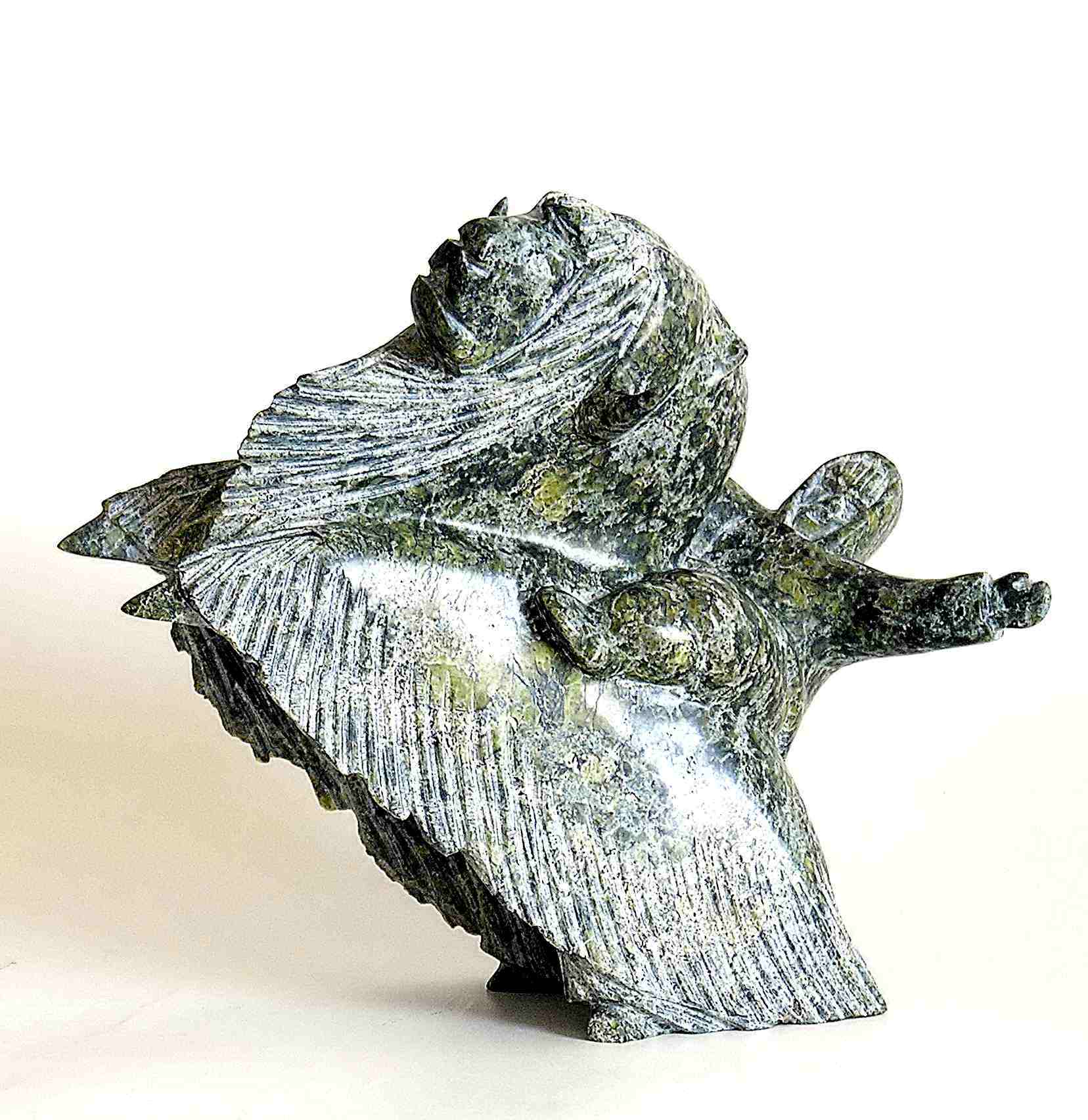
Qiatsuq Shaa: Moschusochse zähmender Mann (Serpentin; Kinngait, 1997)

Schriftliche Aufzeichnungen von Inuit-Mythen und -Legenden nahmen erstmals im 18. Jahrhundert der Missionar Hans Egede und sein Sohn Poul Egede in Grönland vor. Als eigentlicher Begründer einer intensiveren Erforschung der Inuit-Kultur ist jedoch der deutsch-dänische Geologe Hinrich Rink (1819–1893) zu nennen, der Mitte des 19. Jahrhunderts in Grönland systematisch mit dem Sammeln von Inuit-Erzählungen begann. Er arbeitete eng mit dem Robbenjäger Aron von Kangeq zusammen, der ebenfalls die Mythen seines Volkes aufschrieb und vor allem in Bildern festhielt. Wenig später hielt der aus Minden/Westfalen stammende Deutschamerikaner Franz Boas (1858–1942) Geschichten der auf der kanadischen Baffin-Insel lebenden Inuit fest, während fast gleichzeitig der Russe Waldemar Bogoras (1864–1936) entsprechende Aufzeichnungen bei den in Sibirien lebenden Verwandten der Inuit vornahm. Als bedeutendster Kenner von Inuit-Mythen und -Volkskunde ist jedoch Knud Rasmussen (1879–1933) hervorzuheben. Der aus Ilulissat (vormals Jakobshavn), Grönland, stammende Sohn eines dänischen Pastors und einer von Inuit abstammenden Mutter zeichnete während seiner zahlreichen Expeditionen in Grönland und quer durch den Norden Kanadas bis hin nach Alaska eine Fülle von überlieferten Erzählungen auf, die nach wie vor als wesentliches Ausgangsmaterial der Eskimologie dienen.
Seit langem war man sich bewusst, dass die Ältesten (englisch: „Elders“) aus ihrer Kindheit in den Camps noch über profunde Kenntnisse aus der Vergangenheit, vor allem auch von Mythen und Legenden, verfügen. Zugleich aber erkannte und befürchtete man, dass all dieses Wissen mit dem Erlöschen dieser Ältesten-Generation verloren zu gehen droht, da in den heutigen Inuit-Gemeinden kaum noch auf traditionelle Weise erzählt wird. Nachdem in den vergangenen Jahrzehnten die westliche Zivilisation mit all ihren modernen, teils positiven und teils negativen Kommunikations- und Unterhaltungsmöglichkeiten selbst zu den entferntesten Siedlungen vorgedrungen ist, hören die Inuit ihre Legenden heute meist aus dem Radio.
Der drohende Verlust wesentlichen Kulturguts führte in jüngster Zeit zu verstärkten Anstrengungen, das Wissen der Ältesten zu erhalten und nicht zuletzt auch für die Forschung zu nutzen. So erhielten Absolventen der Nunavut Arctic Colleges in Iqaluit und Iglulik die Aufgabe, unter fachlicher Anleitung von Ethnologen und Anthropologen umfangreiche Interviews mit Ältesten durchzuführen und mit Hilfe von Tonbandaufnahmen detaillierte Niederschriften anzufertigen. Ziel war das Bewahren von traditionellem, bislang nur mündlich oder über Fremdsprachen überliefertem Wissen als wesentlichem Bestandteil für Identität und sittliche Ausrichtung der Inuit. Demgemäß heißt es im Einführungstext zu den inzwischen publizierten Niederschriften: „In der Vergangenheit wurden die meisten schriftlich fixierten Materialien über die Inuit von Nicht-Inuit erstellt, was zu vielen Missdeutungen oder Falschdarstellungen führte. Zudem war dieses Schriftgut fast nur auf Englisch verfügbar. Die in der Reihe ‚Interviewing Inuit Elders‘ erfassten Materialien wurden dagegen aus einer Inuit-Perspektive erstellt, die sich in Inuit-Kultur und -Werte einfühlt.“
Wie sehr den heutigen Inuit am Bewahren traditionellen Wissens als Bestandteil ihrer Identität gelegen ist, wird insbesondere daran deutlich, dass ein großer Teil ihrer künstlerischen Aktivität mythologischen Themen gewidmet ist. Viele künstlerisch anspruchsvolle Skulpturen zeigen mythische Figuren (z. B. Sedna), beruhen auf der traditionellen animistischen Religion der Inuit, etwa die Darstellung von Schamanen (Angakkuit, z. B. Pallaya Qiatsuq: Angakkuq, Schamane) und von Verwandlungen (Menschen in Tiere und umgekehrt, z. B. Kellypalik Qimirpiq: Gesichter, Tytusie Tunnillie: Transformation) oder stellen unmittelbar mythische Erzählungen dar (z. B. Qiatsuq Shaa: Moschusochse zähmender Mann, Kiugak Ashoona: Iglu zerstörender Riese).

## Inhalt und Themen der Inuit-Mythen

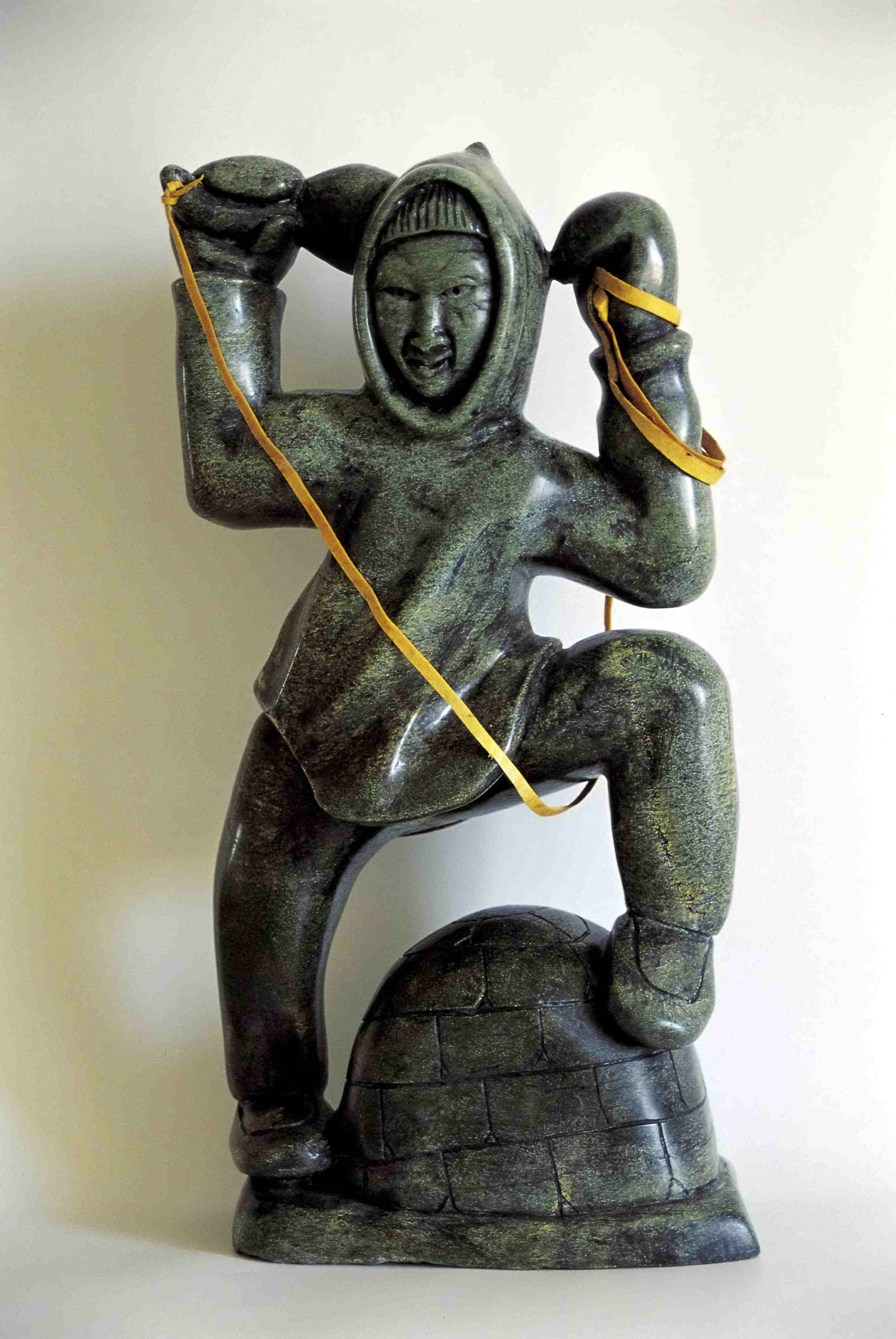
Kiugak Ashoona: Iglu zerstörender Riese (Serpentin; Kinngait, 1999)

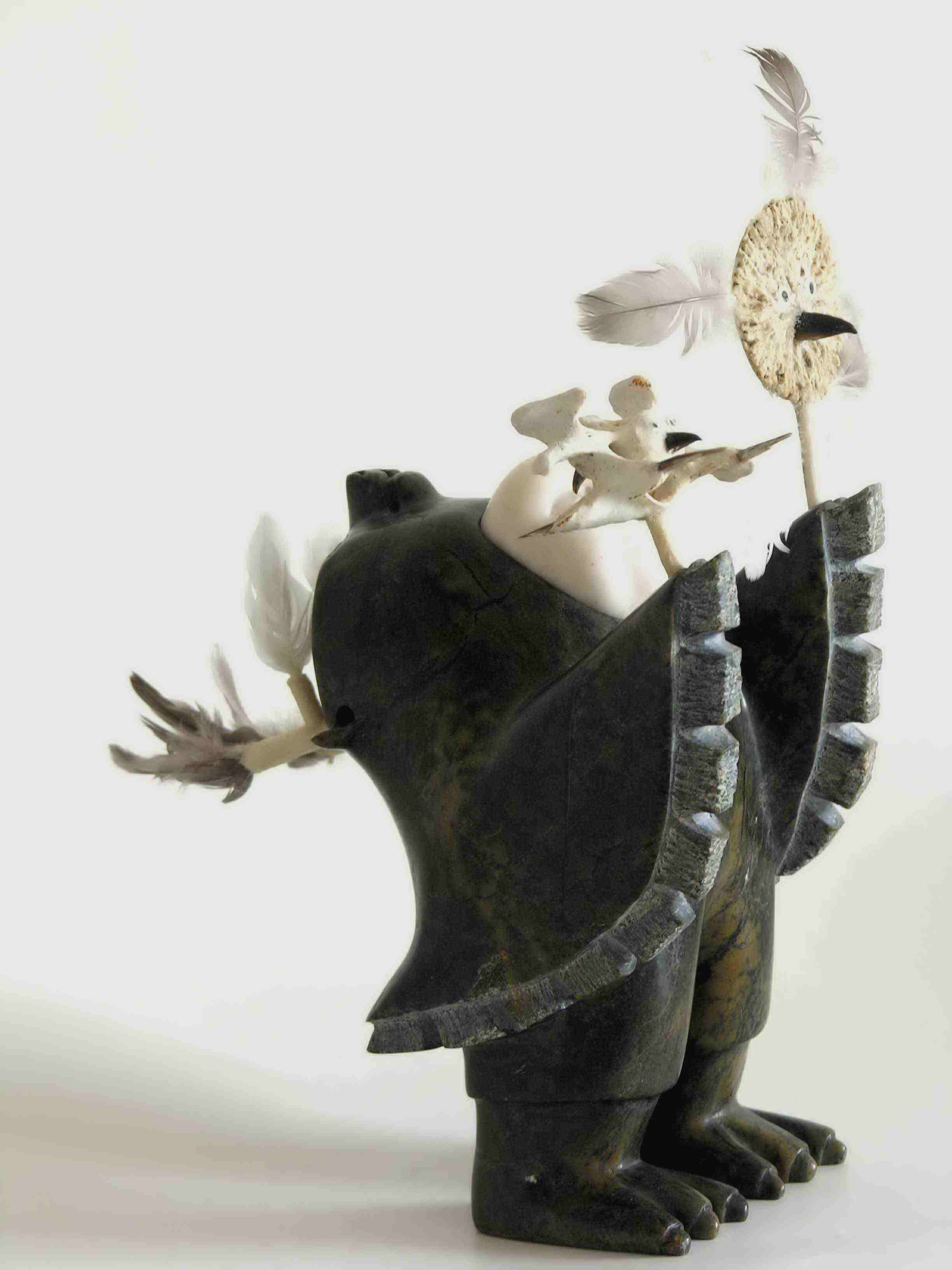
Pallaya Qiatsuq: Angakkuq, Schamane (Serpentin, Karibugeweih, Federn; Kinngait, 1999)

Auf den ersten Blick scheinen die Geschichten der Inuit anders als unsere abendländischen Volksmärchen strukturiert zu sein. So haben manche dieser Erzählungen kaum eine Handlung. Andere wiederum berichten über reale Begebenheiten und werden nur deshalb als Legende empfunden, weil das Geschehnis nahezu unglaublich ist. Nicht selten wird auch einfach ein Konflikt und dessen Auflösung geschildert.
Ein wesentlicher Bestandteil der traditionellen Erzählungen waren die religiösen Vorstellungen der Inuit. Sie fußten auf einer Art Animismus, also dem Glauben, alle Kräfte der Natur und alle Gegenstände seien mit seelischen Eigenschaften oder selbst mit Seele versehen und hätten geistigen Inhalt. Die Seele des Menschen galt als unsterblich, und sie lebte nach dem körperlichen Tod weiter – im Himmel, unter dem Meer oder über den Wolken. Überdies wurde ihr die Fähigkeit zugesprochen, durch andere Menschen oder auch durch Tiere zu wandern. Verschiedenen Tierarten und geophysikalischen Phänomenen wurden bestimmte Geister zugeordnet. Diese konnten den Menschen Nutzen oder Schaden zufügen, und das Leben der Inuit war infolgedessen durch vielfältige Tabus beeinflusst.

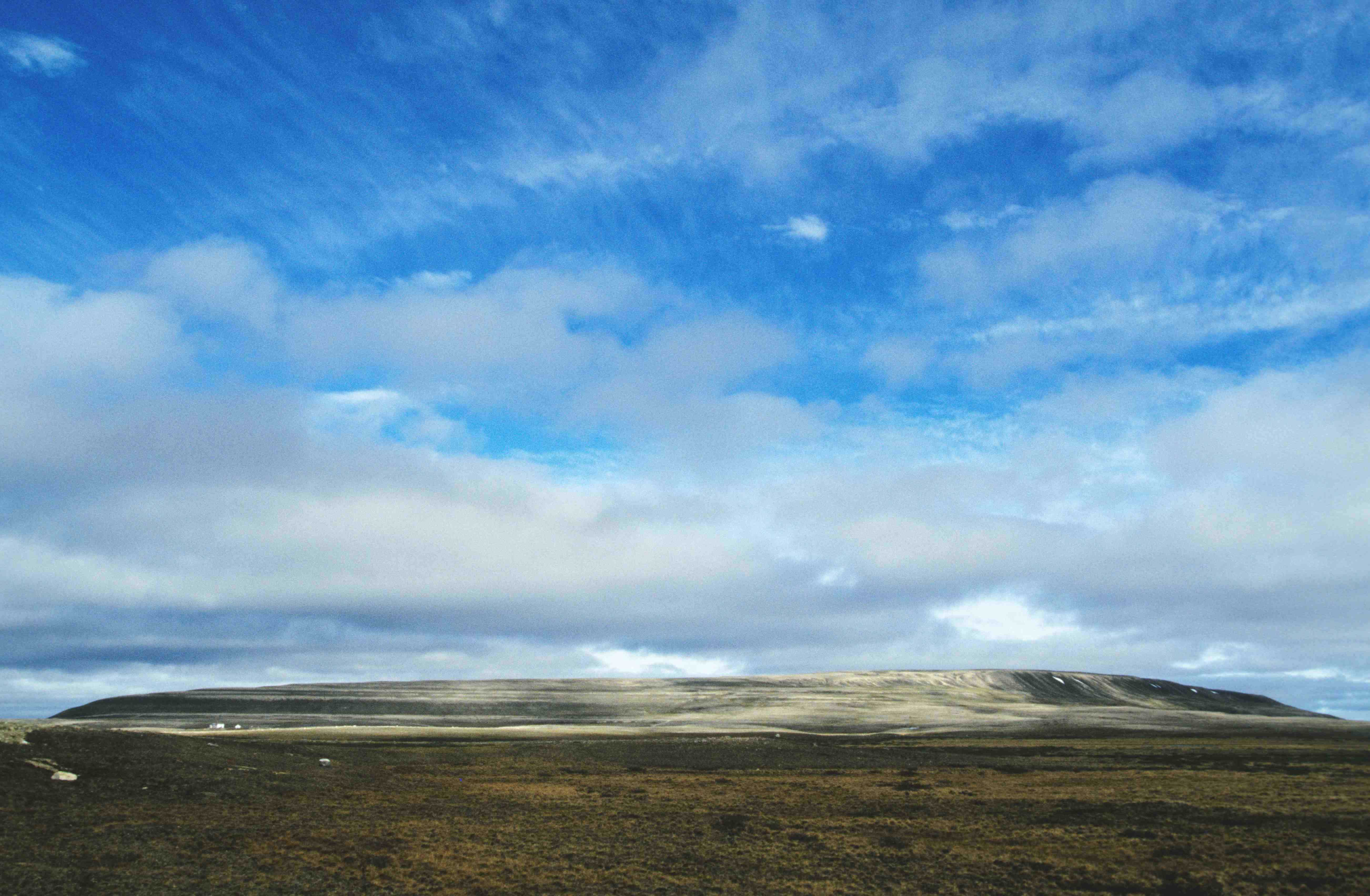
Mount Pelly (bis 200 Meter ü. d. M. aufsteigend): Nach einem bekannten Inuit-Mythos sind die drei nördlich von Cambridge Bay gelegenen Bergrücken Mount Pelly, Lady Pelly und Baby Pelly die Relikte des Riesen Uvajuq, seiner Frau Amaaqtuq und seines Sohnes Inuuhuktuq, die beim Überqueren von Victoria Island (Kiilliniq) hungers starben.

Der Glaube an diese Geisterwelt hatte zur Folge, dass die Inuit eines Vermittlers bedurften, der befähigt war, unmittelbar Kontakt zu den überirdischen Wesen oder Geistern aufzunehmen. Dieser Vermittler war der Schamane (Inuktitut: Angakkuq, Mehrzahl: Angakkuit), weshalb dem Schamanismus, der zuweilen auch heute noch verdeckt eine gewisse Rolle spielt, in der Glaubenswelt der Inuit eine zentrale Bedeutung zukam.
Einer mythischen Gestalt wird man in diesem Zusammenhang immer wieder begegnen: Sedna, der Meeresgöttin, der Herrscherin über die Tiere des Meeres. Wenn Sedna zürnt, ist den Inuit das Glück bei der Jagd auf Meerestiere versagt. Sedna wurde aus diesem Grunde von den Angakkuit angefleht, gnädig zu sein. Und in vielen Inuit-Erzählungen unternimmt der Angakkuq alles, um Sedna zu besänftigen: Nur wenn ihm dies glückt, gibt sie die unter ihrer Herrschaft lebenden Meerestiere zur Jagd durch den Menschen frei.
Auch der Leuchtkraft des Mondes kommt in den langen arktischen Winternächten eine besondere Bedeutung zu, weshalb manche Angakkuit Flüge dorthin unternahmen. Für die Inuit verfügte der Mondmann über besondere Kräfte: Er verkörpert das Prinzip des Männlichen schlechthin. Er vermag einer unfruchtbaren Frau zu einem Kind zu verhelfen. Auch ist er Wächter über Tabus.
Unter den Tieren nimmt der Tulugaq, der Rabe, zirkumpolar eine herausragende Stellung ein, und neuere Untersuchungen lassen vermuten, dass die Gestalt dieses mächtigen schwarzen Vogels bei der Entwicklung des Inuit-Schamanismus eine wesentliche Rolle gespielt hat. Ebenso wird Nanuq, der Eisbär, als beeindruckendes Krafttier gesehen. Die Fähigkeiten dieses Bären sich an größte Widrigkeiten anzupassen, sowie seine Furchtlosigkeit, große Kraft und Ausdauer, sind den Inuit traditionell erstrebenswerte Eigenschaften.
Auf die Frage, ob die Inuit an ein übergeordnetes höchstes Wesen mit bestimmenden Eigenschaften, an eine oberste Gottheit glaubten, geben Älteste an, die Natur nehme eine derartige Funktion ein.
Der Glaube, die Seele des Menschen könne wandern und sich auch in Tieren wiederfinden, spiegelt sich in vielen Mythen und Legenden wider, in denen es zu einer Verbindung zwischen Mensch und Tier kommt. Überwiegend wird hierbei von Liebespartnerschaften berichtet, bei denen männliche Tiere menschliche Gestalt annehmen und dann den Part des Mannes spielen. Möglicherweise liegen der Entstehung solcher Motive sodomitische Erfahrungen zugrunde – dann wohl vor allem mit Hunden, gehören diese doch zum engsten Lebenskreis der Inuit.
Generell nahm bei den Inuit das Geschlechtsleben eine herausragende Stellung ein, und so waren dessen Schilderung und ebenso die Beschreibung von Genitalien überaus freimütig und realistisch. Einehe war den Inuit genauso geläufig wie Polygamie, Polyandrie, Promiskuität und Frauentausch.
Neben Erzählungen, die religiöse Vorstellungen thematisieren oder auf ihnen fußen, gibt es auch noch eine Reihe von Legenden recht pragmatischer Art. Die auf der Jagd basierende Inuit-Kultur ließ vor allem den erfolgreichen Jäger zum Helden werden. Ihn zeichneten Kraft, Unternehmungsgeist und Schlauheit aus. Angst wurde durchaus nicht geleugnet, doch überwand der Held alle Fährnisse durch Klugheit, List und nicht selten auch magische Kräfte. Seinem Wesen nach war der Held hilfsbereit und gastfreundlich. Auf sexuellem Gebiet zeichnete er sich durch hohe Potenz aus.
Waisenkindern, die von bösen Menschen missbraucht wurden oder auf andere Weise vom Schicksal vernachlässigt waren, galt allgemein besonderes Mitgefühl, und sie spielen deshalb in vielen Erzählungen die Hauptrolle.
Auch die Erfahrung extremen Hungerns bis hin zu Kannibalismus als letztem Ausweg vor dem Verhungern schlug sich in manchen Geschichten nieder.
Schließlich kennen die Inuit auch eine Reihe von Legenden, vor allem solche über Tiere, die wie unsere Gute-Nacht-Geschichten den Kindern zum Einschlafen erzählt wurden.
Eines aber durfte beim Vortragen von Geschichten, gleich welchen Inhalts sie waren, nie fehlen: das Element der Unterhaltsamkeit.
Seit Ethnologen wie Franz Boas und Knud Rasmussen begannen, Mythen und Legenden der Inuit aufzuzeichnen, dient die Schriftform in erster Linie dem Ziel, traditionelles Erzählgut vor dem Vergessen zu bewahren und nicht einfach als Lesestoff.

## Erzählweise

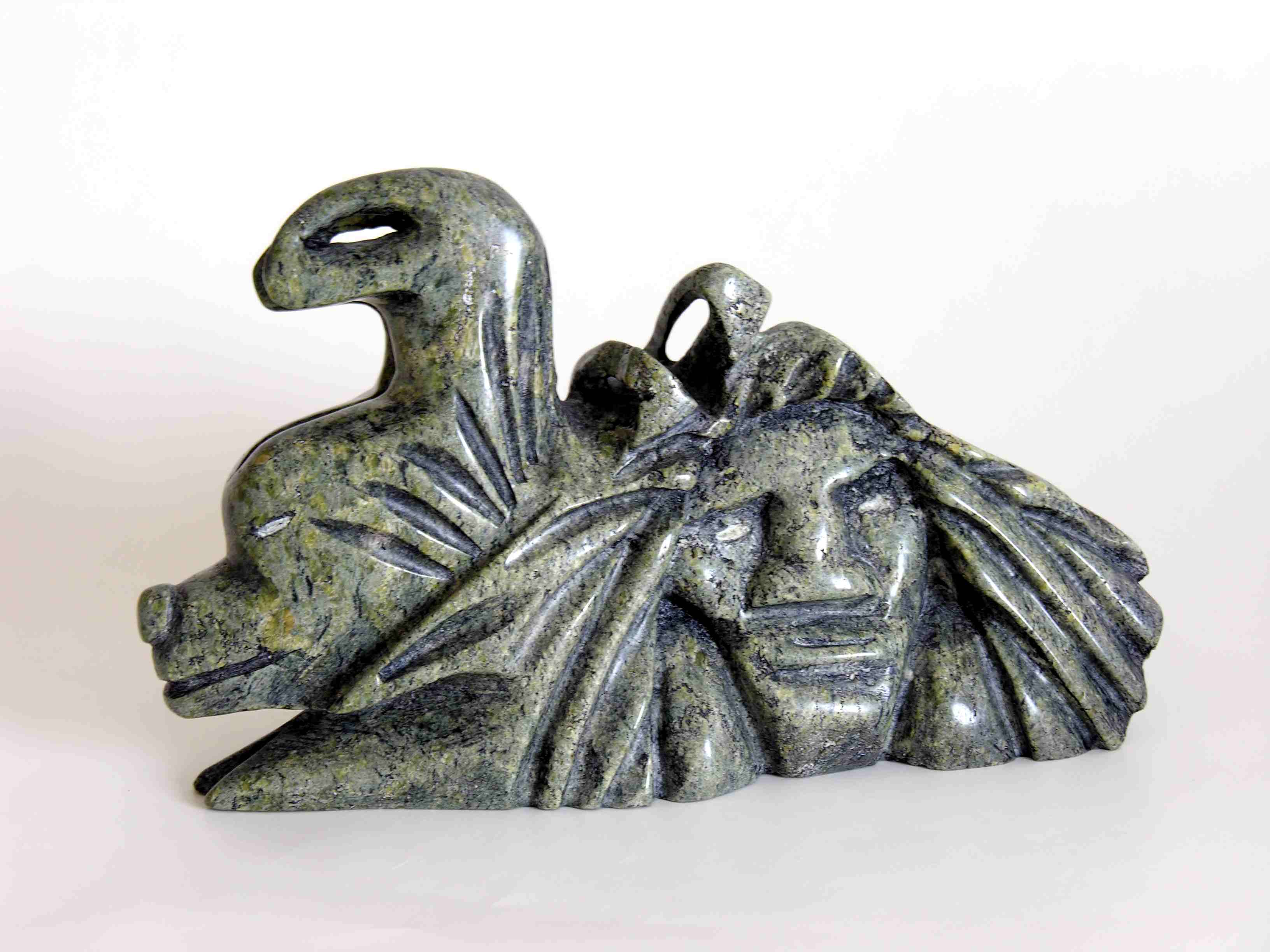
Tytusie Tunnillie: Transformation (Serpentin; Kinngait, 1996)

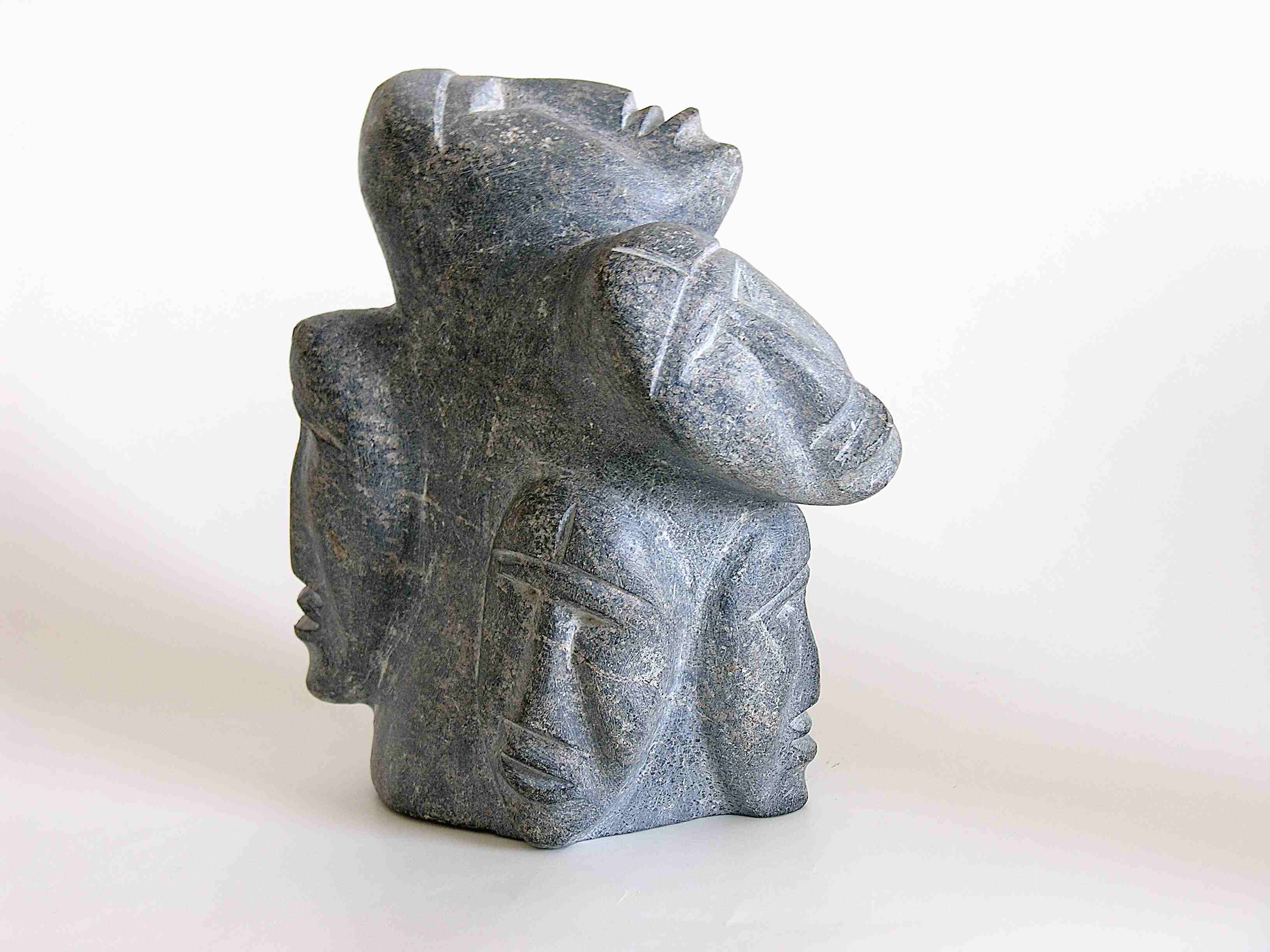
Joy Kiluvigyuak Hallauk: Köpfe, Niaquit (Serpentin; Arviat, 1994)

Inuit und ihre Vorfahren haben im Laufe der Jahrtausende, in denen sie ohne Kontakte zur „südlichen“ Außenwelt der Qallunaat (Nicht-Inuit) lebten, eine eigene, nur von ihrer harschen Umwelt geprägte Kultur entwickelt. Hieraus resultieren einige nicht unwichtige Fakten, auf die in diesem Zusammenhang hinzuweisen ist: Die Art, wie Inuit erzählen, unterscheidet sich auch heute noch deutlich von unserem Sprachstil. So sind für die Vortragsweise der Inuit weitschweifende Phantasie und zuweilen fast lyrische Detailaufzählung charakteristisch. Da beim Erzählen, etwa an langen Winterabenden, Zeit traditionell keine Rolle spielte, sind Wiederholungen und Redundanzen durchaus üblich und ein ganz natürliches Mittel, um den Erzählinhalt beim Zuhörenden zu vertiefen. Oft wurde eine Geschichte an einen Tag auch gar nicht zu Ende erzählt, sondern am folgenden Abend fortgesetzt, was die Spannung erhöhte.
Der Unterschied von Inuit- und Qallunaat-Kultur wirkt sich nicht nur auf den Erzählstil aus. Oft können Nicht-Inuit auch Signale, die durch den Gebrauch bestimmter Wörter gesetzt werden, nicht empfangen oder verbinden mit ihnen ganz andere Gefühle als die Inuit. So versteht man z. B. nicht ohne weiteres, was eine junge Inuit-Frau mit „Ich wünschte, mein Amautiq (Frauen-Parka) wäre voll“ meint: Sie drückt auf diese Weise ihren Wunsch nach einem Baby aus, das sie gewöhnlich in der Kapuze ihres Amautiqs mit sich herumträgt. Auch das Beschenken von Hinterbliebenen mit Nahrungsmitteln nach dem Tod geliebter Verwandter erkennen Nicht-Inuit nicht gleich als wichtigen Trost für den Verlust – Nahrung war und ist noch immer für die Inuit traditionell etwas elementar Wertvolles.

## Aya-Yait
Aya-Yait sind Lieder, mit denen die Inuit ebenfalls Erfahrungen von einer Generation an die nächste weitergaben und deren Refrain „aya-ya“ ihnen ihre Bezeichnung verlieh. Solche Aya-Yait beschrieben z. B. Hunderte von Kilometern lange Reiserouten dadurch, dass sie charakteristische landschaftliche Merkmale und uralte künstliche Landmarken (Inuktitut: „Inuksuit“) in Strophen aneinander reihten; dem Lied folgend gelangte man sicher ans Ziel.

## Inuit-Mythensammlungen auf Deutsch
Im deutschen Sprachraum sind die Mythen und Legenden der Inuit kaum bekannt, und der Buchmarkt verfügt heutzutage auf Deutsch nur über wenige authentische Publikationen:
- Heinz Barüske (Hrsg.): Eskimo-Märchen, Eugen Diederichs Verlag München, 3. Aufl. 1991 ISBN 3-424-01048-0
- Knud Rasmussen: Der Sängerkrieg – Eskimosagen aus Grönland, Verlag Clemens Zerling Berlin, 2001 (Erstausg. Berlin 1922) ISBN 3-88468-050-1
- Knud Rasmussen: Die Gabe des Adlers – Eskimomythen aus Alaska, Verlag Clemens Zerling Berlin, 1996 (Erstausg. Frankfurt 1937) ISBN 3-88468-037-4
- Ansgar Walk: Wie Sonne und Mond an den Himmel kamen, Pendragon Verlag Bielefeld, 2003, ISBN 3-934872-41-7